# Lâm Hạ
Châu tự trị dân tộc Hồi Lâm Hạ (臨夏回族自治州, Tiểu nhi kinh: لٍ‌ثِيَا خُوِزُوْ زِجِ‌جِوْ‎) là một châu tự trị thuộc tỉnh Cam Túc, Cộng hòa Nhân dân Trung Hoa.

## Các đơn vị hành chính
Châu tự trị dân tộc Hồi Lâm Hạ có các đơn vị cấp huyện sau:
- Thành phố cấp huyện Lâm Hạ (臨夏市)
- Huyện Lâm Hạ (臨夏縣)
- Huyện Khang Nhạc (康樂縣)
- Huyện Vĩnh Tĩnh (永靖縣)
- Huyện Quảng Hà (廣河縣)
- Huyện Hòa Chính (和政縣)
- Huyện tự trị dân tộc Đông Hương (東鄉族自治縣)
- Huyện tự trị dân tộc Bảo An-Đông Hương-Tát Lạp Tích Thạch Sơn (積石山保安族東鄉族撒拉族自治縣)